# Sammy Mahdi
Sammy Mahdi (ur. 21 września 1988 w Ixelles) – belgijski i flamandzki polityk, deputowany, w latach 2020–2022 sekretarz stanu, od 2022 przewodniczący partii Chrześcijańscy Demokraci i Flamandowie.

## Życiorys
Syn Belgijki i Irakijczyka, który pod koniec lat 70. wyemigrował do Belgii. Studiował politologię na Vrije Universiteit Brussel, uzyskał magisterium z prawa międzynarodowego i europejskiego. Zaangażował się w działalność polityczną w ramach partii Chrześcijańscy Demokraci i Flamandowie. Był doradcą jednego z posłów do Parlamentu Flamandzkiego, w 2016 został także felietonistą gazety „De Morgen”. Pełnił różne funkcje w partyjnej strukturze, w latach 2017–2020 kierował chadecką młodzieżówką JONGCD&V. Od 2019 do 2020 zasiadał w radzie miejskiej w Vilvoorde. W 2019 bez powodzenia kandydował na przewodniczącego flamandzkich chadeków, przegrał w drugiej turze z Joachimem Coensem, otrzymując niespełna 47% głosów.
W 2020 sprawował mandat posła do Izby Reprezentantów, który objął w miejsce Koena Geensa. W październiku 2020 dołączył do administracji rządowej jako sekretarz stanu do spraw azylu i migracji przy ministrze spraw wewnętrznych. W czerwcu 2022 ponownie ubiegał się o przywództwo w CD&V. Został wówczas wybrany na funkcję przewodniczącego partii z wynikiem około 97% głosów (będąc jedynym kandydatem). W związku z tym wyborem ustąpił ze stanowiska rządowego. W 2024 został wybrany do niższej izby belgijskiego parlamentu.